# Tecnologia de Filtragem

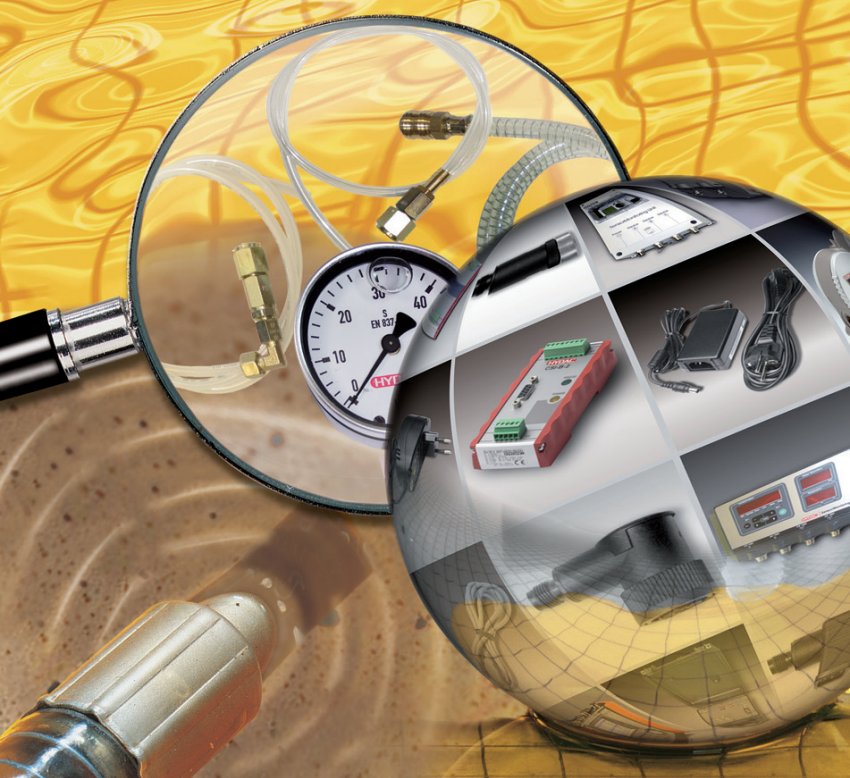
Dispositivo, medidor para integração hidráulica e elétrica simples e rápida no sistema hidráulico. Referencia: Catálogo de Tecnologia de Filtração da empresa HYDAC.

A tecnologia de filtragem, também conhecida como tecnologia de filtração, é um conjunto de técnicas utilizadas para remover contaminantes sólidos, líquidos e gasosos de fluidos, como água, óleo hidráulico, lubrificante, combustível e outros. Ela é aplicada através de filtros e sistemas de filtragem, que são equipamentos especialmente desenvolvidos para essa finalidade. O objetivo da filtração é conservar esses fluidos de maneira eficiente e aumentar a vida útil dos equipamentos que os utilizam.

## Método de funcionamento
O princípio de funcionamento da tecnologia de filtração é a separação de fragmentos contaminantes e qualquer fluido poluente dos fluidos operacionais hidráulicos, de lubrificação, de difícil inflamação e/ou biodegradáveis. Além disso, o objetivo é auxiliar na segurança e controle de qualquer equipamento, realizando também a análise e o monitoramento de condição, aprimorando a eficiência e produtividade dos sistemas em que opera.
A tecnologia de filtragem também é usada para análise e monitoramento de condição, o que aumenta a eficiência e produtividade dos sistemas em que é utilizada. Algumas das vantagens da tecnologia de filtração incluem a redução de perdas de pressão, mesmo em condições de frio, a absorção de contaminantes, aumento do espaço para manutenção e diminuição do espaço para produção e montagem.

## Aplicações
O conceito de tecnologia de filtragem é aplicado em diversos setores, para realização de limpeza baseada na elevada separação de partículas indesejadas (sólidas, líquidas ou gasosas). Essa aplicabilidade está direcionada para máquinas ferramentas, injetoras de plástico, fundição, máquinas móveis e de papel, construção de veículos, transmissões, navios, assim como nos setores siderúrgico, hidrelétrico, mineração, offshore, usinas de força e em técnica de palcos.

## Produtos para tecnologia de filtragem no mercado brasileiro

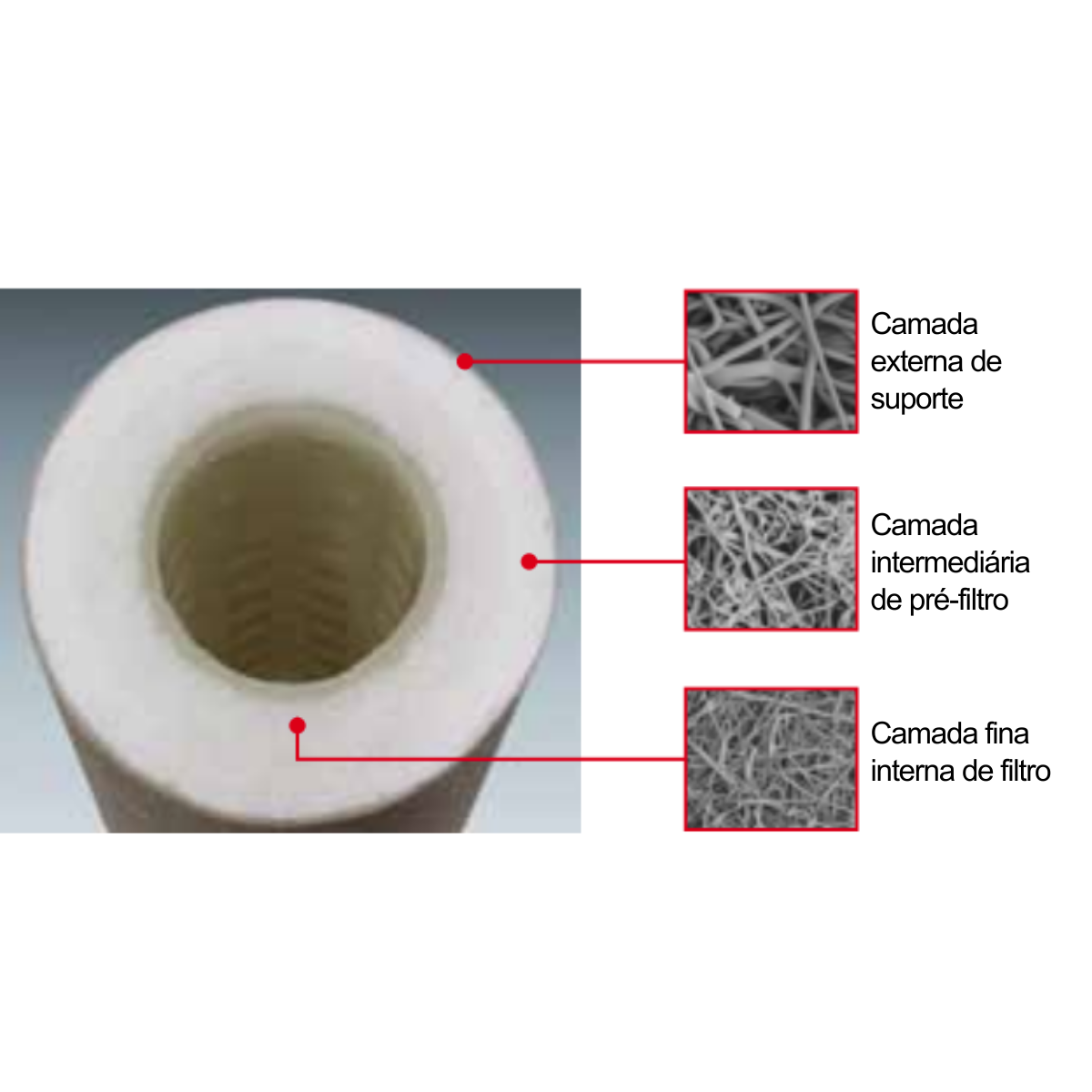
Camadas de um filtro utilizado para o sistema hidráulico.

A tecnologia de filtração abrange diversos produtos que incrementam a vida útil dos equipamentos, sistemas ou máquinas, através da filtragem de elementos contaminantes nos fluidos.
Alguns dos produtos que podem ser utilizados nessas aplicações são essencialmente filtros de linha ou off-line, como os filtros de processo, filtros de ventilação ou filtros de sucção.
Existem diversas empresas líderes no mercado brasileiro que atuam como fornecedores de tecnologia de filtração, oferecendo uma ampla gama de produtos e soluções para atender às necessidades de diversos setores industriais. Entre os produtos disponíveis para o mercado brasileiro estão filtros para óleo, ar, água e outros fluidos, sistemas de filtração de óleo, sistemas de automação de filtração, válvulas e conectores, disponibilizados por uma reconhecida empresa alemã dedicada ao desenvolvimento de soluções para o setor hidráulico e tecnologia de fluidos.
Além disso, no Brasil existem centros de pesquisa e elaboração de equipamentos de filtração especializados em tecnologias de filtragem com objetivo de desenvolver produtos customizados para necessidades de filtração específicas dos diversos segmentos da indústria.